# Simone Jortay-Lemaire
Simone Lemaire, née le 27 février 1929 à Verviers et décédée accidentellement en cours de législature le 29 septembre 1984 à Charleroi, est une femme politique belge, membre d'Ecolo, première femme parlementaire Ecolo de Belgique.
Elle s'investit dans sa région natale dans le domaine du social, tout d'abord en tant que conseillère conjugale, et créa à Verviers un des premiers centres sociaux pour immigrés en 1962. Elle milite "pour l’aide sociale contre le corporatisme médical". Apportant son soutien au centre de planning familial "La famille heureuse", elle concrétise son engagement par la création d'un centre de guidance pour toxicomanes et adolescents en difficultés.
Ayant déménagé dans la région de Charleroi, elle reprend des études de psychopédagogie à l'Université de Mons-Hainaut (UMH). En parallèle, elle poursuit sa mission sociale en essayant de développer un centre de planning familial à Momignies.
Sensibilisée à l’écologie politique dans la deuxième moitié des années septante, elle est l’une des fondatrices de la régionale Ecolo de Charleroi.
En novembre 1981, elle prend le siège que le parti socialiste belge (PSB) convoite fortement : elle est élue sénatrice Ecolo dans l'arrondissement de Charleroi-Thuin en au Conseil régional wallon. Avec un total de deux députés et de quatre sénateurs, la poussée verte de cette fin d’année 1981 en avait surpris plus d’un.
C'est par ce mandat, en tant que première et seule femme parlementaire Ecolo de Wallonie, de Belgique, voire d'Europe que Simone Lemaire entre dans l'histoire politique. Elle ouvre ainsi la voie a de nombreuses militantes. Elle siège à ce poste comme représentante de l'arrondissement de Charleroi-Thuin de 1981 à 1984, tout en restant militante du planning familial et avocate de la dépénalisation de l'avortement.
Elle décède accidentellement en 1984, en laissant sa place au Sénat, au Conseil de la Communauté française et au Conseil régional wallon à Jean-Marie Hamelle.

## Carrière politique
- sénatrice de l'arrondissement de Charleroi-Thuin(1981-1984)
  - membre du Conseil régional wallon (1981-1984)